# Villepreux
Villepreux – miejscowość i gmina we Francji, w regionie Île-de-France, w departamencie Yvelines.
Według danych na rok 1990 gminę zamieszkiwało 8776 osób, a gęstość zaludnienia wynosiła 844 osób/km² (wśród 1287 gmin regionu Île-de-France Villepreux plasuje się na 252. miejscu pod względem liczby ludności, natomiast pod względem powierzchni na miejscu 358.).
W dniu 31 III 1886 r. w miejscowości zmarł polski poeta romantyczny, powstaniec listopadowy, poseł na sejm powstańczy i działacz Wielkiej Emigracji - Józef Bohdan Zaleski.